# 마차부자리 SU
마차부자리 SU(영어: SU Aurigae)는 마차부자리에 위치한 항성이다. 현재 이 별은 황색의 거성 상태이다.